# King Abdullah Sport City Stadium
Das King Abdullah Sports City Stadium ist ein Fußballstadion mit Leichtathletikanlage in der saudi-arabischen Stadt Buraida, Hauptstadt der Provinz al-Qasim. Es ist die Heimspielstätte der Fußballvereine al-Taawoun und al-Raed in der Saudi Professional League. Es bietet Platz für 25.000 Zuschauer. Außerdem werden hier Spiele der Fußballnationalmannschaft ausgetragen.
Die Anlage verfügt über Flutlicht und ein Dach über der Haupttribüne. Die Ränge im Stadionrund sind mit blauen Kunststoffsitzen, bis auf kleine Ausnahmen auf der Haupttribüne, ausgestattet. In der Kurve im Nordwesten ist eine Anzeigetafel auf dem Tribünenrand montiert.